# Yokohama Chukagai
Yokohama Chukagai of Yokohama Chinatown is de Chinese buurt van Yokohama. Het is een van de grootste Chinatowns van de wereld. In Japan is het de grootste Chinatown van het land. Er zijn meer dan vijfhonderd restaurants en Chinese winkels te vinden. De buurt heeft tien Chinese poorten. In deze buurt zijn ook twee oude Chinese tempels te vinden: Guanditempel van Yokohama en Tianhoutempel van Yokohama. Yokohama Chinatown heeft een bevolking van ongeveer 3500 mensen. Een groot deel daarvan is van Guangzhouse afkomst. Ook buiten Chinatown wonen veel Chinese Japanners.

## Geschiedenis
In 1859 werd de zeehaven van Yokohama opengesteld voor buitenlanders. Hierdoor kwamen veel Chinese immigranten naar Yokohama. De Japanners verboden buitenlanders buiten migrantenwijken te wonen. In 1899 werd deze wet veranderd en de Chinezen kregen meer vrijheid om zich te verplaatsen naar andere gebieden in Japan. Wel waren er nieuwe wetten die Chinezen weerden uit bepaalde beroepsgroepen.
In 1923 werd Kanto (regio) verwoest door de Grote Kanto Aardbeving. Vele Chinese migranten besloten terug te gaan naar China.
De oorlog tussen China en Japan die begon in 1937 leidde tot een groeistop van Chinatown.
In 1955 werd een Chinese poort gebouwd als teken van vreedzaamheid en werd de buurt officieel erkend als Yokohama Chukagai (Yokohama Chinatown).
Op 1 februari 2004 werd de Minatomirai Line geopend met de Motomachi-Chūkagai Station in Chinatown.